# 放大鏡

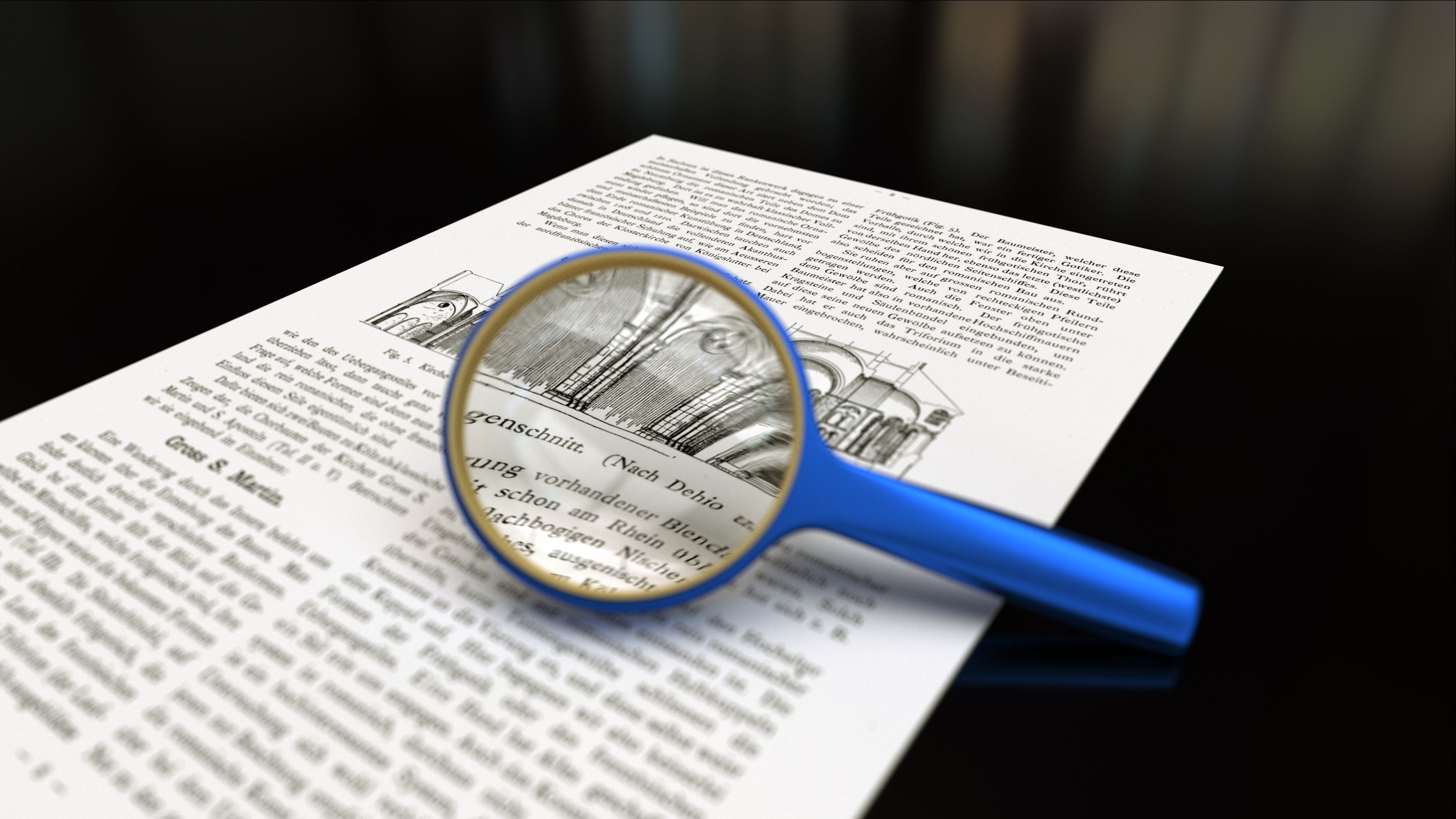
透過放大鏡看紙上的文字

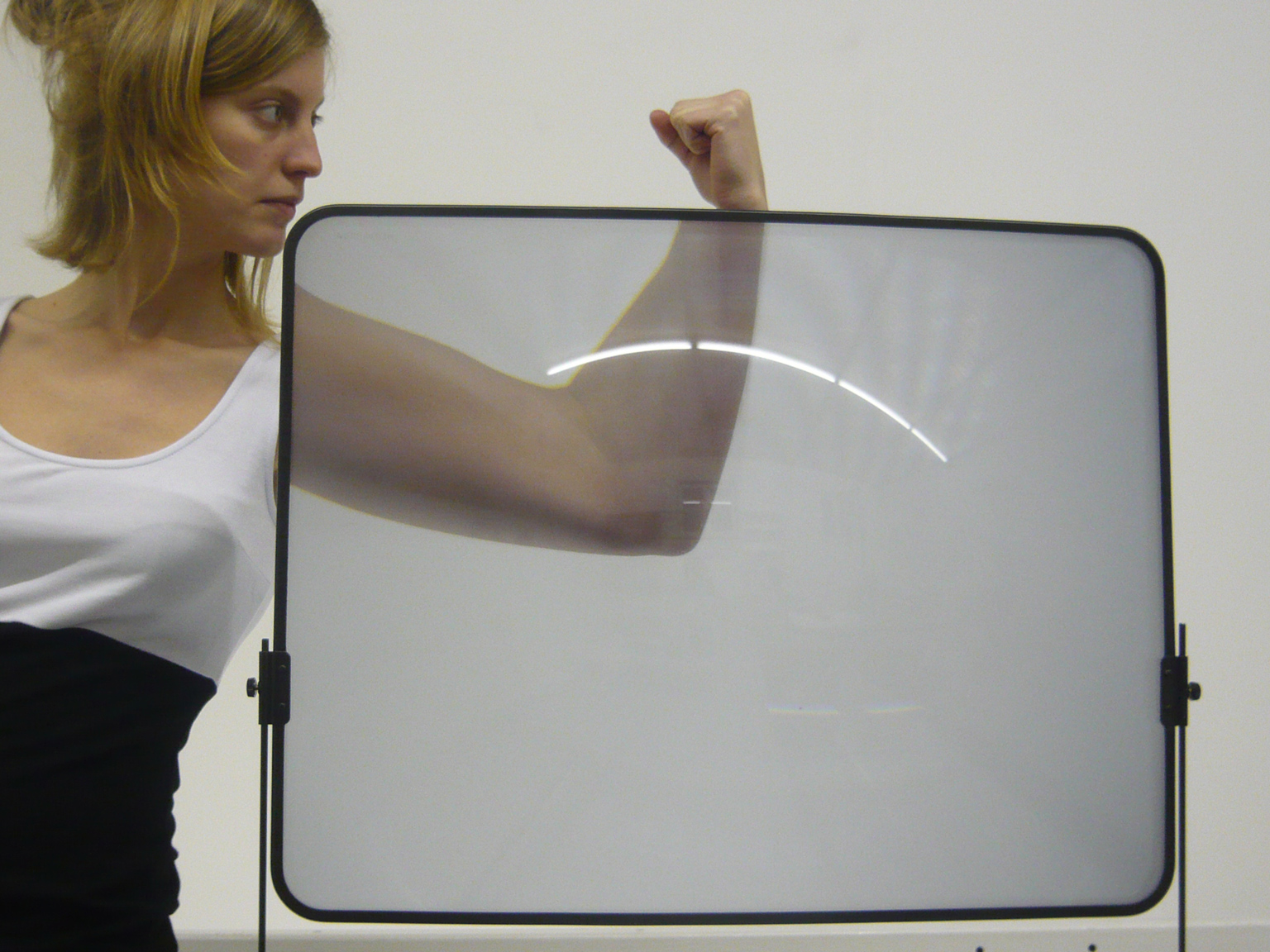
使用菲涅耳透鏡原理的塑膠電視螢幕放大器

放大鏡（magnifying glass，magnifier）是以凸透鏡放大影像的器具，鏡片通常置於有柄框架上。放大鏡亦可用於聚焦光線，例如集中陽光產生熱能作生火之用。
卡片式放大鏡（sheet magnifier）或稱薄板放大鏡、放大片，由無數個同心圓紋路的透鏡組成，這種組合方式能產生單一鏡片效果，但更為纖薄。這種排列方式被稱為菲涅耳透鏡。
放大鏡也是偵探小說的一個標誌，特別是在《福爾摩斯探案》中。
放大鏡亦是顯微鏡的雛形。

## 歷史
放大透鏡的歷史可追溯至古埃及，約西元前五世紀，以埃及的象形文字表示「一片玻璃透鏡」。最早的文字記載則可追溯到古羅馬，約公元前一世紀，羅馬皇帝尼祿的導師塞內卡寫道「無論多小或模糊的文字，透過球體或注滿水的玻璃壺就會放大」。亦有一說尼錄皇帝曾以一個祖母綠寶石當做凸透鏡來觀賞鬥士比賽。
早於千多年前，人們已把透明水晶或寶石磨成「透鏡」，這些透鏡可放大影像。

## 構造
分為兩部份：透鏡、鏡柄。

### 透鏡
- 一整塊的透明或半透明物體。
- 鏡面為半弧形。
- 摸上去非常平滑，不會凹凸不平。
- 通常周圍有物料圍繞著。
- 亦有部分放大镜不使用凸透镜而使用菲涅耳透镜，但达到相同的效果。

### 鏡柄
- 連著透鏡。
- 樣子並沒有模限，最普遍的是柱狀。

## 用處
- 放大物體的影像。
  - 放大鏡最主要的功能。
  - 把放大鏡放於物體前適當距離即可從透鏡內觀看被放大的影像。
  - 留意物體實際上並沒有被放大。
- 聚焦取火。
  - 次要功能。
  - 在強光照射下，透鏡的焦點部位會特別光猛，焦點部份便會變焦或著火。

- 要注意放大鏡並不能放大角度。

## 製作原料

### 透鏡
- 最主要的還是玻璃，十分合乎經濟原則，既便宜又美觀，商人們的良好選擇。
- 較貴重的可以是些稀有礦石，例如：紅寶石、瑪瑙、水晶等。
- 比較另類及有創意的可以是：水

### 鏡柄
只要是固態物品，幾乎都可以作為鏡柄的原料，例如：
- 玻璃
- 塑膠
- 金屬（金、銀、銅、鐵、錫都可，只是價錢不一，但有些異常昂貴。）
- 木
- 貝殼
- 硬紙
- 石頭

## 類似物品
- 顯微鏡
- 眼鏡
- 望遠鏡